# Roșcani
Roșcani is een Roemeense gemeente in het district Iași.
Roșcani telt 1629 inwoners.